# Palazzo Sforza Cesarini

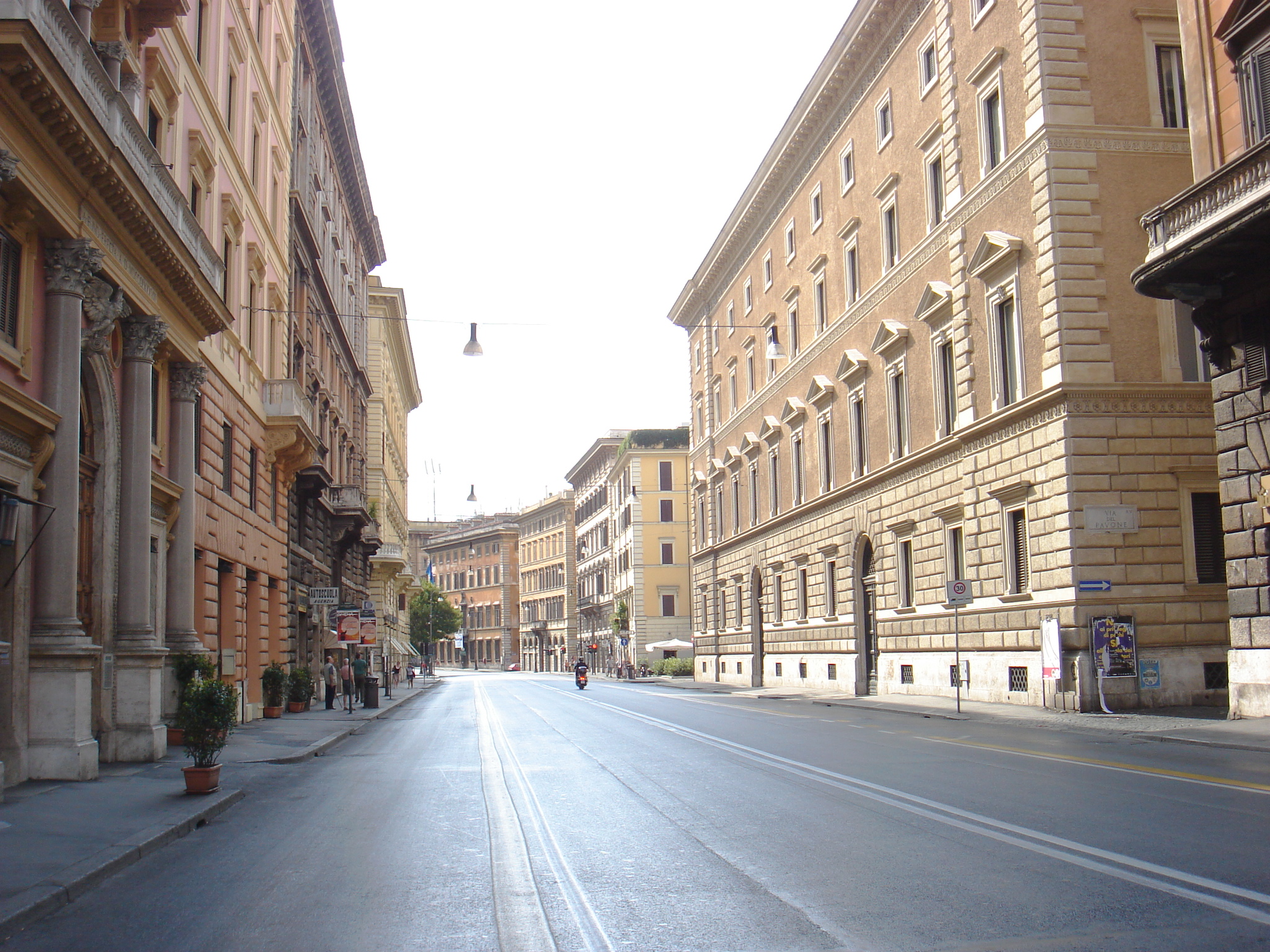
Nesta vista do Corso Vittorio Emanuele II, o Palazzo Sforza Cesarini está à direita.

Palazzo Sforza Cesarini, conhecido também como Palazzo della Cancelleria Vecchia, é um palácio renascentista / neorrenascentista que ocupa todo o quarteirão formado pelo Corso Vittorio Emanuele II (altura do número 282), a Via Sforza Cesarini (e a Piazza Sforza Cesarini), a Via dei Banchi Vecchi e a Via del Pavone, no rione Ponte de Roma.

## História

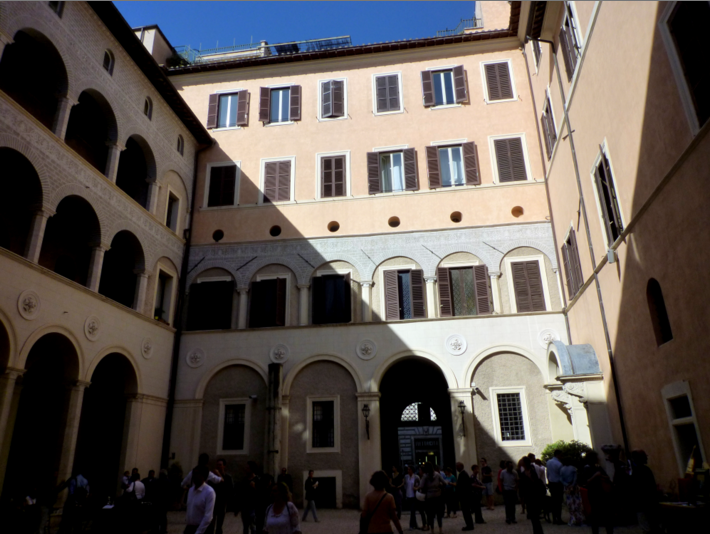
Pátio interno.

A estrutura mais antiga do Palazzo Sforza Cesarini remonta a 1458, quando um palácio foi construído no local por Rodrigo Bórgia, nomeado por seu tio, o Papa Calisto III, vice-chanceler da Santa Igreja Romana. Quando Rodrigo se tornou papa com o nome de Alexandre VI, ele deixou o palácio para o cardeal Ascanio Sforza como recompensa por sua ajuda durante o conclave. Em seguida, o edifício foi entregue em parte aos sobrinhos do papa Júlio II e depois aos cardeais Galeotto Della Rovere e Sisto Gara Della Rovere , que exerceram a função de chanceleres da Igreja.
Por alguns anos, operou no interior do palácio a casa da moeda pontifícia (em italiano:  Zecca Pontificia), o que acabou em 1504, quando Júlio II transferiu-a para o palazzo a Canale di Ponte. Além disto, o palácio abrigou os escritórios da Chancelaria Pontifícia, mas estes também foram transferidos, desta vez pelo papa Leão X em 1512, para o Palazzo della Cancelleria, o que fez com o que o Palazzo Sforza Cesarini passasse a ser chamado de Cancelleria Vecchia; o edifício foi entregue pelo papa ao grão-duque da Toscana Francisco Sforza. 
Em 1536, o edifício foi entregue pelo papa Paulo III para Guido Ascanio Sforza di Santa Fiora depois de ter sido confiscado pela Câmara Apostólica por causa de um débito de 20 000 ducados de ouro de Francesco. Em 1555, ele deixou o palácio para a família sob a condição de que ele seria habitado por clérigos da família que se responsabilizariam pela manutenção e restauro do edifício.
Em 1583, Francesco Sforza adquiriu o palácio por 30 000 escudos de Alessandro di Mario Sforza, período no qual foi construída a fachada na Via dei Banchi Vecchi.
Em 1673, Federico Sforza se casou com Livia Cesarini, a última de sua família. Em 1697, com a morte dela, os Sforza acrescentaram o sobrenome dela ao seu dando origem aos Sforza Cesarini. Finalmente, em 1744, Giuseppe Sforza Cesarini contratou Pietro Passalacqua para refazer a fachada da Via dei Banchi Vecchi, uma obra de 10 000 escudos.

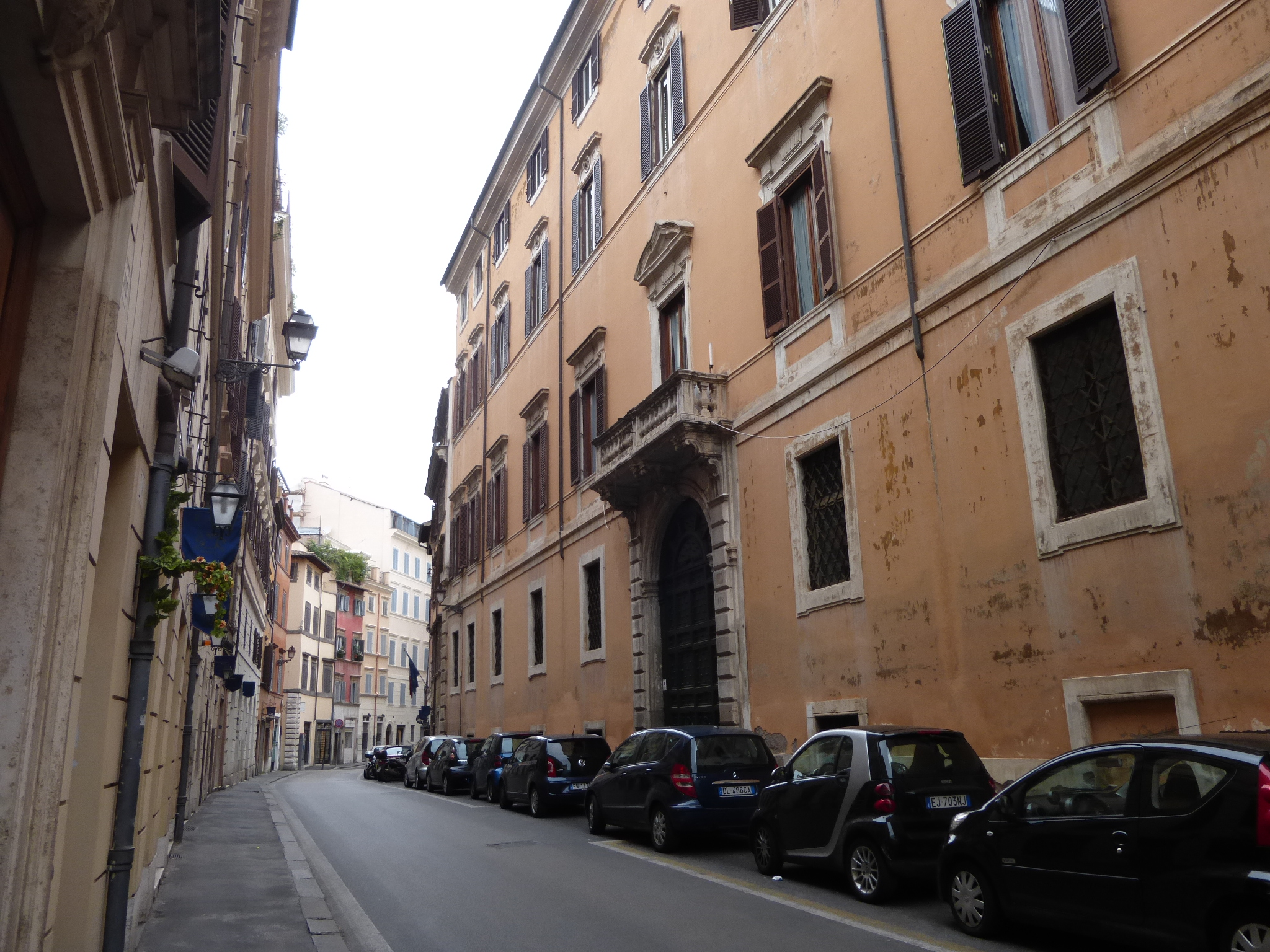
Fachada na Via dei Banchi Vecchi.

Entre 1919 e 1957, ali viveu Francesco Sforza Cesarini. A família continua proprietária do edifício.

## Descrição
As obras de abertura do Corso Vittorio Emanuele II, realizadas em 1886, determinaram a realização de várias mudanças no edifício, sobretudo nas fachadas de frente para a Piazza Sforza Cesarini e do próprio Corso, sob a coordenação do arquiteto Pio Piacentini. Em particular esta última, que foi notavelmente reduzida com a demolição do jardim em frente e teve a fachada de frente para a demolida Piazza Pizzo del Merlo reconstruída. A fachada na Via dei Banchi Vecchi, realizada em 1730 pelo arquiteto Pietro Passalacqua, se apresenta em três pisos com nove janelas e se abre num grande portal flanqueado por janelas gradeadas acima de outras pequenas aberturas do piso subsolo. Acima dele está uma varanda com balaustrada para a qual se abre uma janela com tímpano triangular.
No pátio interno sobreviveu a ala direita do palácio renascentista original, com um pórtico do século XV e uma lógia com seis arcadas muradas na parte traseira do átrio de entrada: numa porta deste pátio resiste ainda hoje a inscrição "GAL. VICE CANCEL.", uma referência ao cardeal Galeotto Della Rovere, que restaurou o palácio na primeira metade do século XVI.